# Nagrada Templton
Nagrada Templton (енгл. Templeton Prize) je međunarodna godišnja nagrada koju dodeljuje Fondacija Džon Templton, sa sedištem u Sjedinjenim Američkim Državama. Fondacija ovu nagradu dodeljuje od 1972. godine pojedincima za iznuzetan doprinos afirmiraciji duhovne dimenzije života, bilo uvidom, otkrićima ili praksom.

## Naziv
Nagrada je nazvana po Džonu Templtonu (1912 — 2008), britanskom biznismenu rođenom u SAD koga je kraljica Elizabeta II 1987. odlikovala titulom viteza za njegove filantropske zasluge.
Do 2001. nagrada je nosila naziv Nagrada Templton za napredak u religiji (енгл. Templeton Prize for Progress in Religion), a od 2002. do 2008. godine Nagrada Templton za napredak u istraživanju ili saznanja o duhovnim stvarnostima" (енгл. Templeton Prize for Progress Toward Research or Discoveries about Spiritual Realities).

## Ceremonija dodele nagrade
Ceremonija dodele nagrade najčešće se organizuje u londonskoj Bakingamskoj palati. Ceremonijom rukovodivodi princ  Filip, vojvoda od Edinburga. Tom prilikom dodeljuje se i novčani deo nagrade, čiji je iznos namerno takav da premašuje iznos Nobelove nagrade, jer je Templton smatrao da Nobelova nagrada ignoriše duhovnost. Primera radi vrednost nagrade 2015. godine iznosila je 1.200.000 £ čime predstavlja po dodeljenoj sumi drugu godišnju najatraktivniju nagradu koja se dodeljuje pojedincima od strane filantropske organizacije, i odmah je iza Nagrade za fundamentalnu fiziku (енгл. Fundamental Physics Prize). 
O kriterijima dodele Templtonove nagrade odlučuje grupa sastavljena od ličnosti iz različitih akademskih disciplina i religijskih tradicija. Dosadašnji dobitnici nagrade uključuju hrišćane, muslimane, Jevreje, hinduiste, budiste i ateiste.

## Dobitnici nagrade
| Godina | Dobitnik | Dobitnik                               | Napomene                                                                                   | Izvor         |
| ------ | -------- | -------------------------------------- | ------------------------------------------------------------------------------------------ | ------------- |
| 1973   |          | Majka Tereza                           | osnivačica reda Misionarke milosrđa i nosilac Nobelovka za mir 1979.                       | [ 10 ]        |
| 1974   |          | Frère Roger                            | osnivač Zajednice iz Taizéa                                                                | [ 11 ]        |
| 1975   |          | Sarvepalli Radhakrishnan               | bivši predsednik Indije, zagovornik mira s Pakistanom                                      | [ 11 ]        |
| 1976   |          | Leo Joseph Suenens                     | pionir katoličke harizmatske obnove                                                        | [ 12 ]        |
| 1977   |          | Chiara Lubich                          | osnivačica pokreta fokolara                                                                | [ 13 ]        |
| 1978   | —        | Thomas Torrance                        | bivši načelnik Glavne skupštine Škotske Crkve                                              | [ 12 ]        |
| 1979   |          | Nikkyō Niwano                          | (suosnivač pokreta Risshō Kōsei Kai                                                        | [ 12 ]        |
| 1980   | —        | Ralph Wendell Burhoe                   | osnivač časopisa Zygon: Journal of Religion & Science                                      | [ 14 ]        |
| 1981   | —        | Cicely Saunders                        | anglikanska medicinska sestra, osnivačica pokreta modernih hospicija i palijativne zaštite | [ 15 ]        |
| 1982   |          | Billy Graham                           | evangelizacijski aktivista                                                                 | [ 16 ]        |
| 1983   |          | Aleksandar Solženjicin                 | sovjetski disident, književnik i Nobelovac za književnost 1970.                            | [ 16 ]        |
| 1984   | —        | Michael Bourdeaux                      | osnivač Instituta Keston                                                                   | [ 11 ]        |
| 1985   | —        | Sir Alister Hardy                      | osnivač Istraživačkog instituta za religijsko iskustvo                                     | [ 17 ]        |
| 1986   | —        | James I. McCord                        | bivši predsednik Teološkog semeništa Princeton                                             | [ 18 ]        |
| 1987   |          | Stanley Jaki                           | benediktinski svešenik i profesor astrofizike na Univerzitetu Seton Hall                   | [ 16 ]        |
| 1988   | —        | Inamullah Khan                         | bivši glavni sekretar modernog Svetskog muslimanskog kongresa                              | [ 19 ]        |
| 1989   |          | Carl Friedrich Freiherr von Weizsäcker | fizičar i filozof                                                                          | [A]           |
| 1989   | —        | George MacLeod od Fuinaryja            | osnivač Zajednice Iona                                                                     | [A]           |
| 1990   | —        | Baba Amte                              | osnivač modernih zajednica za ljude oboljele od lepre                                      | [B]           |
| 1990   | —        | Charles Birch                          | profesor emeritus na Univerzitetu u Sidneju                                                | [B]           |
| 1991   | —        | Immanuel Jakobovits                    | bivši glavni rabin Velike Britanije i Komonvelta                                           | [ 12 ]        |
| 1992   | —        | Kyung-Chik Han                         | osnivač Prezbiterijanske Crkve Young Nak                                                   | [ 23 ]        |
| 1993   |          | Charles Colson                         | osnivač Zajednice zatvorenika                                                              | [ 11 ]        |
| 1994   |          | Michael Novak                          | filozof i diplomata                                                                        | [ 11 ]        |
| 1995   |          | Paul Davies                            | teorijski fizičar                                                                          | [ 24 ]        |
| 1996   | —        | Bill Bright                            | osnivač organizacije Cru                                                                   | [ 25 ]        |
| 1997   | —        | Pandurang Shastri Athavale             | društveni reformator, filozof i utemeljitelj pokreta Swadhyay                              | [ 25 ]        |
| 1998   | —        | Sigmund Sternberg                      | filantrop i utemeljitelj Foruma triju vjera                                                | [ 11 ]        |
| 1999   | —        | Ian Barbour                            | fizičar, filozof i profesor nauke na Koledžu Carleton                                      | [ 26 ]        |
| 2000   |          | Freeman Dyson                          | profesor emeritus na Institutu naprednih studija u Princetonu                              | [ 26 ]        |
| 2001   | —        | Arthur Peacocke                        | bivši dekan Koledža Clare na Univerzitetu u Cambridgeu                                     | [ 5 ]         |
| 2002   |          | John Polkinghorne                      | fizičar i teolog                                                                           | [ 11 ]        |
| 2003   |          | Holmes Rolston III                     | filozof                                                                                    | [ 27 ]        |
| 2004   |          | George F. R. Ellis                     | kosmolog i filozof                                                                         | [ 28 ]        |
| 2005   | —        | Charles Hard Townes                    | fizičar i Nobelovac                                                                        | [ 10 ]        |
| 2006   | —        | John D. Barrow                         | kosmolog i teoretski fizičar                                                               | [ 29 ]        |
| 2007   |          | Charles Margrave Taylor                | filozof                                                                                    | [ 30 ]        |
| 2008   |          | Michał Heller                          | fizičar, kosmolog i filozof                                                                | [ 6 ]         |
| 2009   | —        | Bernard d'Espagnat                     | fizičar                                                                                    | [ 7 ]         |
| 2010   |          | Francisco J. Ayala                     | biolog i genetičar, bivši dominikanski svštenik                                            | [ 31 ]        |
| 2011   |          | Martin Rees                            | kosmolog i astrofizičar                                                                    | [ 32 ]        |
| 2012   |          | Tenzin Gjatso                          | 14. Dalaj Lama, duhovni vođa tibetanskog budizma i Nobelovac za mir 1989.                  | [ 33 ]        |
| 2013   |          | Desmond Tutu                           | dobitnik Nobelove nagrade, društveni aktivista i penzionisani anglikanski nadbiskup        | [ 34 ]        |
| 2014   |          | Tomáš Halík                            | rimokatolički sveštenik, teolog i sociolog                                                 | [ 35 ]        |
| 2015   |          | Jean Vanier                            | rimokatolički teolog, humanitarac i osnivač izdanja L'Arche i Faith and Light              | [ 1 ]         |
| 2016   |          | Jonathan Sacks                         | britanski rabin, filozof i stručnjak za judaistiku                                         | [ 1 ]         |
| 2017   |          | Alvin Plantinga                        | profesor, filozof i pisac                                                                  | [ 1 ]         |
| 2018   |          | Abdullah II of Jordan                  | Kralj Jordana                                                                              | [ 36 ]        |
| 2019   |          | Marcelo Gleiser                        | Brazilski fizičar i astronom, profesor fizike i astronomije na Dartmouth College           | [ 37 ] [ 38 ] |

## Napomene
A. a  Carl Friedrich von Weizsäcker i Lord MacLeod od Fuinaryja podelili su  nagradu 1989. godine.
B. b  Baba Amte i Charles Birch podelili su nagradu 1990. godine.

## Spoljašnje veze
- (језик: енглески) Službene stranice Nagrade Templeton